# تشاس (كولومبيا البريطانية)
تشاس (بالإنجليزية: Chase, British Columbia)‏ هي مستوطنة تقع في كندا في Thompson-Nicola Regional District. يقدر عدد سكانها بـ 2,495 نسمة ومساحتها 3.05 كم2 وترتفع عن سطح البحر 380 متر.